# Jiaoshan (köping i Kina, Shandong)
Jiaoshan (kinesiska: 峤山镇, 峤山) är en köping i Kina. Den ligger i provinsen Shandong, i den östra delen av landet, omkring 210 kilometer sydost om provinshuvudstaden Jinan. Antalet invånare är 49224. Befolkningen består av 24 322 kvinnor och 24 902 män. Barn under 15 år utgör 18,0 %, vuxna 15-64 år 69 %, och äldre över 65 år 11,0 %.
Genomsnittlig årsnederbörd är 962 millimeter. Den regnigaste månaden är juli, med i genomsnitt 322 mm nederbörd, och den torraste är januari, med 6 mm nederbörd.